# Daniela Salernitano
Daniela Salernitano (Napoli, 23 aprile 1970) è una costumista italiana, vincitrice del premio David di Donatello nel 2018 per Ammore e malavita, regia dei Manetti Bros.

## Biografia
Diplomatasi all'Accademia di belle arti di Napoli, muove i primi passi del suo lavoro in teatro. La sua prima collaborazione in una pellicola cinematografica è nel 2009 in Napoli Napoli Napoli di Abel Ferrara.

## Filmografia
- Napoli Napoli Napoli, regia di Abel Ferrara (2009)
- Song'e Napule, regia dei Manetti Bros. (2013)
- Ammore e malavita, regia dei Manetti Bros. (2017)
- 7 ore per farti innamorare, regia di Giampaolo Morelli (2020)
- Upside Down, regia di Luca Tornatore (2021)
- Mare fuori – serie TV (2021)

## Riconoscimenti
- David di Donatello
  - 2018 – Miglior costumista per Ammore e malavita